# Oratorio della Misericordia (Civitella Marittima)
L'oratorio della Misericordia è un edificio sacro situato a Civitella Marittima, nel comune di Civitella Paganico.

## Storia e descrizione
L'oratorio, già denominato dei Santi Filippo e Giacomo e Santa Maria della Grazie, è un piccolo edificio sacro con campanile a vela, che risale probabilmente al tardo Cinquecento, come conferma l'antico portone ligneo d'ingresso.
L'interno, con decorazioni a stucco e dipinti murali, è databile alla fine del Seicento o al primo Settecento. Sull'unico altare si venera l'immagine dipinta su tela della Madonna col Bambino incoronata dagli angeli, di pittore senese del tardo Seicento.